# Turbina inopinata
Turbina inopinata är en vindeväxtart som beskrevs av H. Heine. Turbina inopinata ingår i släktet Turbina och familjen vindeväxter. Inga underarter finns listade i Catalogue of Life.

## Bildgalleri

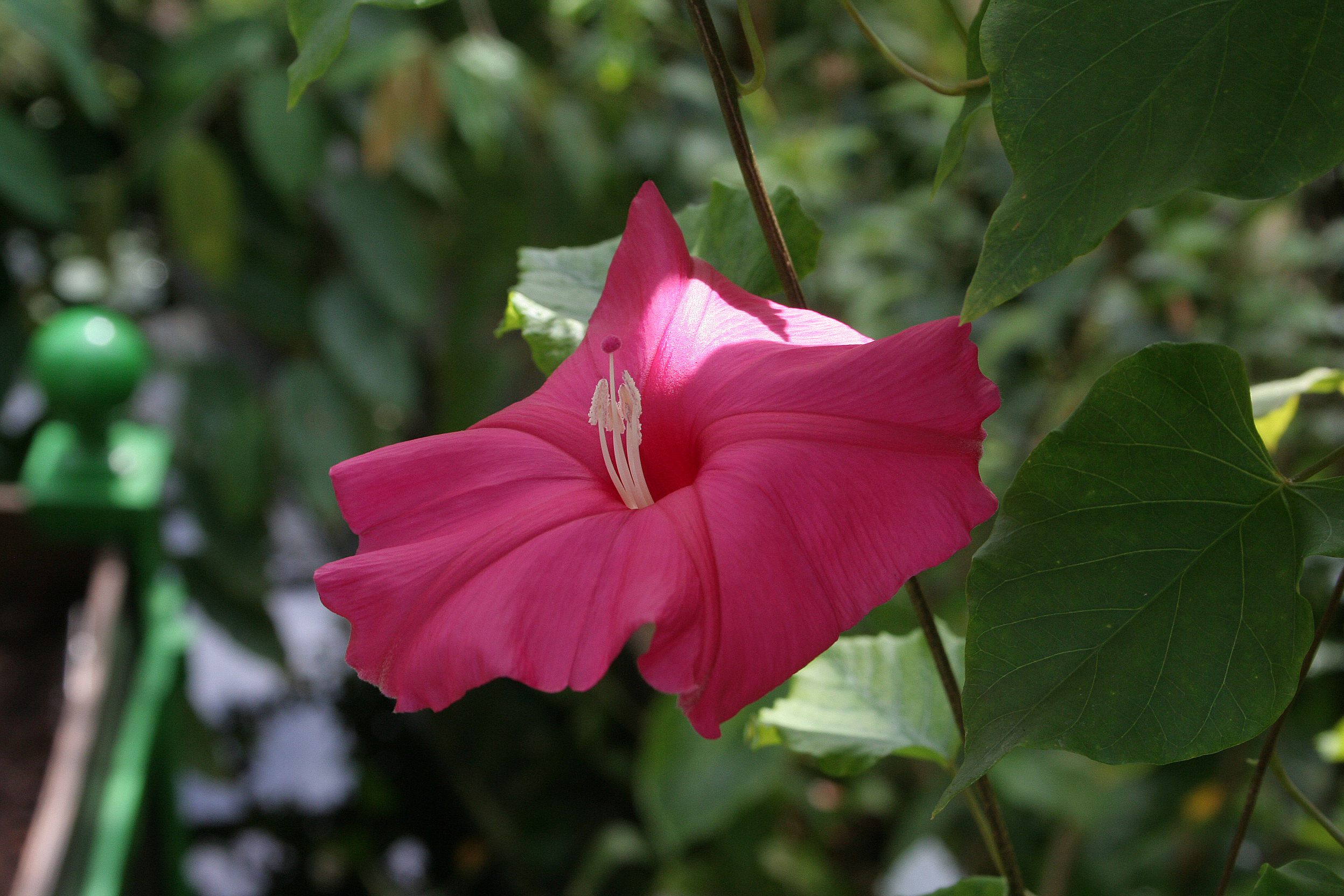